# Calendario armeno
Il calendario armeno usa i numerali armeni ed inizia nell'anno 552 del calendario gregoriano.
Le date sono indicate con le lettere ԹՎ t'v, una sigla che sta per t'vin, "nell'anno", seguito dalle lettere dell'alfabeto armeno che hanno funzione di numerali. Ad esempio "nell'anno 1455 (2007)" sarà scritto ԹՎ ՌՆԾԵ. 
I nomi dei mesi sono influenzati da quelli del calendario zoroastriano e, come notato da Antoine Meillet, in due casi hanno influenze kartveliche (georgiano):
1. (marzo/aprile) նաւասարդ [nawasard] (avestico *nava sarəδa "nuovo anno")
2. (aprile/maggio) հոռի [hoṙi] (georgiano ori "due")
3. (maggio/giugno) սահմի [sahmi] (georgiano sami "tre")
4. (giugno/luglio) տրէ [trē] (zoroastriano Tïr)
5. (luglio/agosto) քաղոց [k'adoc'] ("mese delle colture"; zoroastriano Amerōdat̰)
6. (agosto/settembre) արաց [arac']
7. (settembre/ottobre) մեհեկան [mehekan] (origine iranica *mihrakāna; zoroastriano Mitrō)
8. (ottobre/novembre) արեգ [areg] ("mese del sole"; Zoroastriano Āvān)
9. (novembre/dicembre) ահեկան [ahekan] (zoroastriano Ātarō)
10. (dicembre/gennaio) մարեր [marēr] (forse dall'avestico maiδyaīrya "metà anno"; zoroastriano Dīn)
11. (gennaio/febbraio) մարգաց [margac'] (zoroastriano Vohūman)
12. (febbraio/marzo) հրոտից [hrotic'] (dal pahlavi *fravartakān "giorni epagomeni"; zoroastriano Spendarmat̰)
L'antico calendario armeno aveva 28 giorni per mese ed era basato sulle 12 fasi lunari.